# (965) Angelica
(965) Angelica – planetoida z pasa głównego asteroid okrążająca Słońce w ciągu 5 lat i 214 dni w średniej odległości 3,15 au. Została odkryta 4 listopada 1921 roku w La Plata Astronomical Observatory w Argentynie przez Juana Hartmanna. Nazwa pochodzi od Angeliki Hartmann, żony odkrywcy. Przed nadaniem nazwy planetoida nosiła oznaczenie tymczasowe (965) 1921 KT.